# Ranoidea wilcoxii
Ranoidea wilcoxii là một loài ếch thuộc họ Pelodryadidae.
Đây là loài đặc hữu của Úc.
Môi trường sống tự nhiên của chúng là rừng khô nhiệt đới hoặc cận nhiệt đới, rừng ẩm vùng đất thấp nhiệt đới hoặc cận nhiệt đới, sông ngòi, sông có nước theo mùa, và vùng đồng cỏ.
Chúng hiện đang bị đe dọa vì mất môi trường sống.

## Hình ảnh

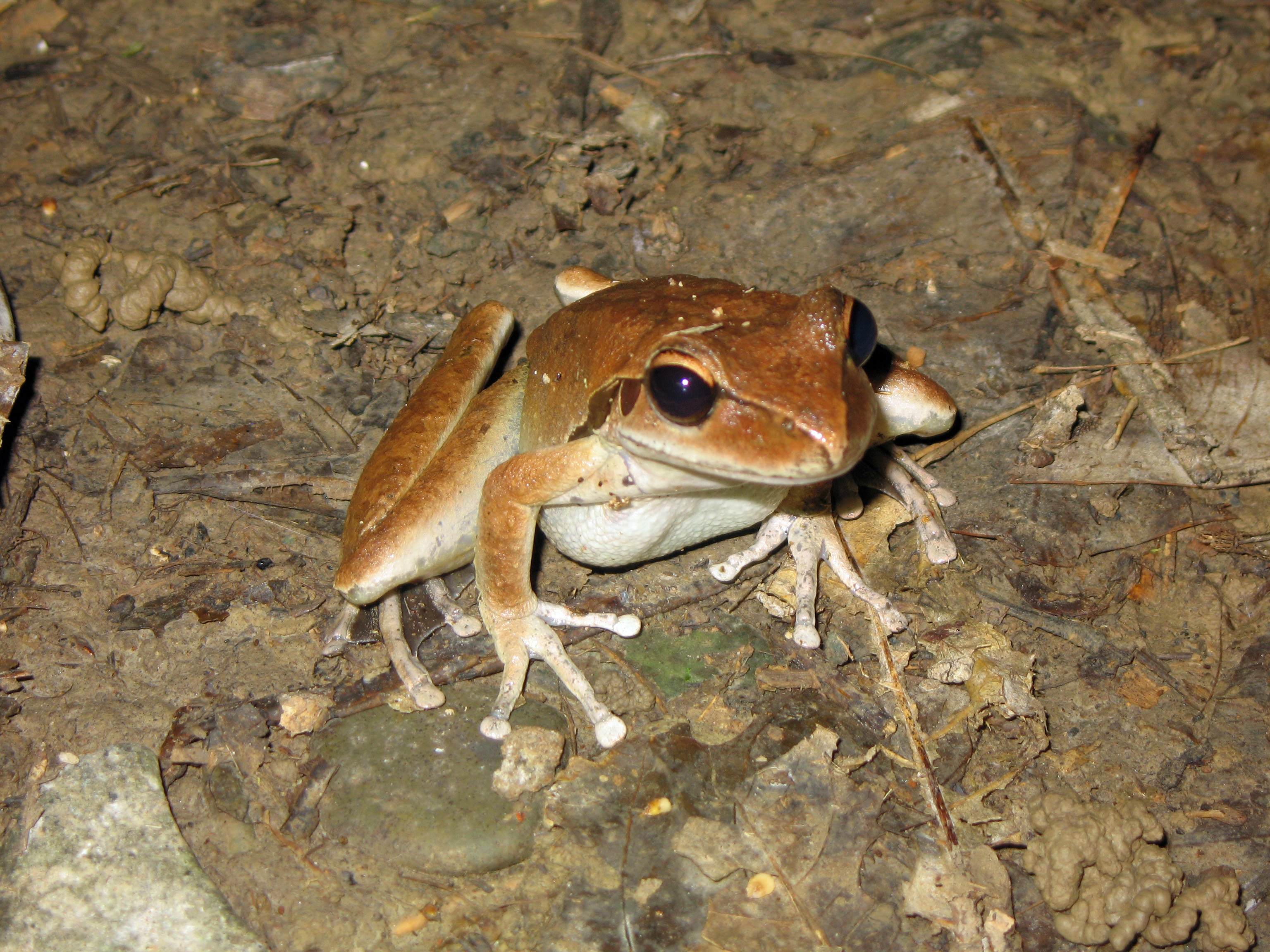
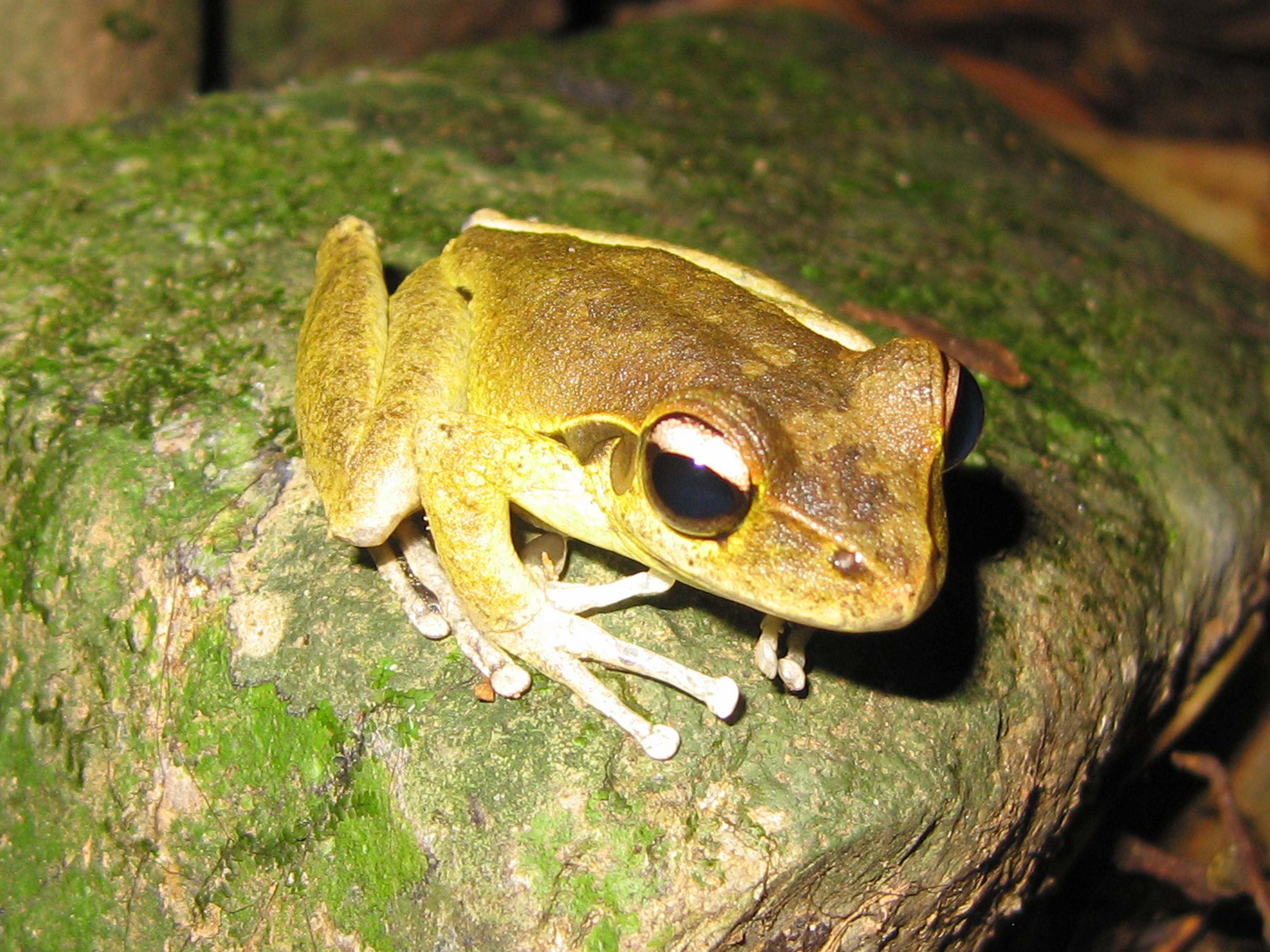
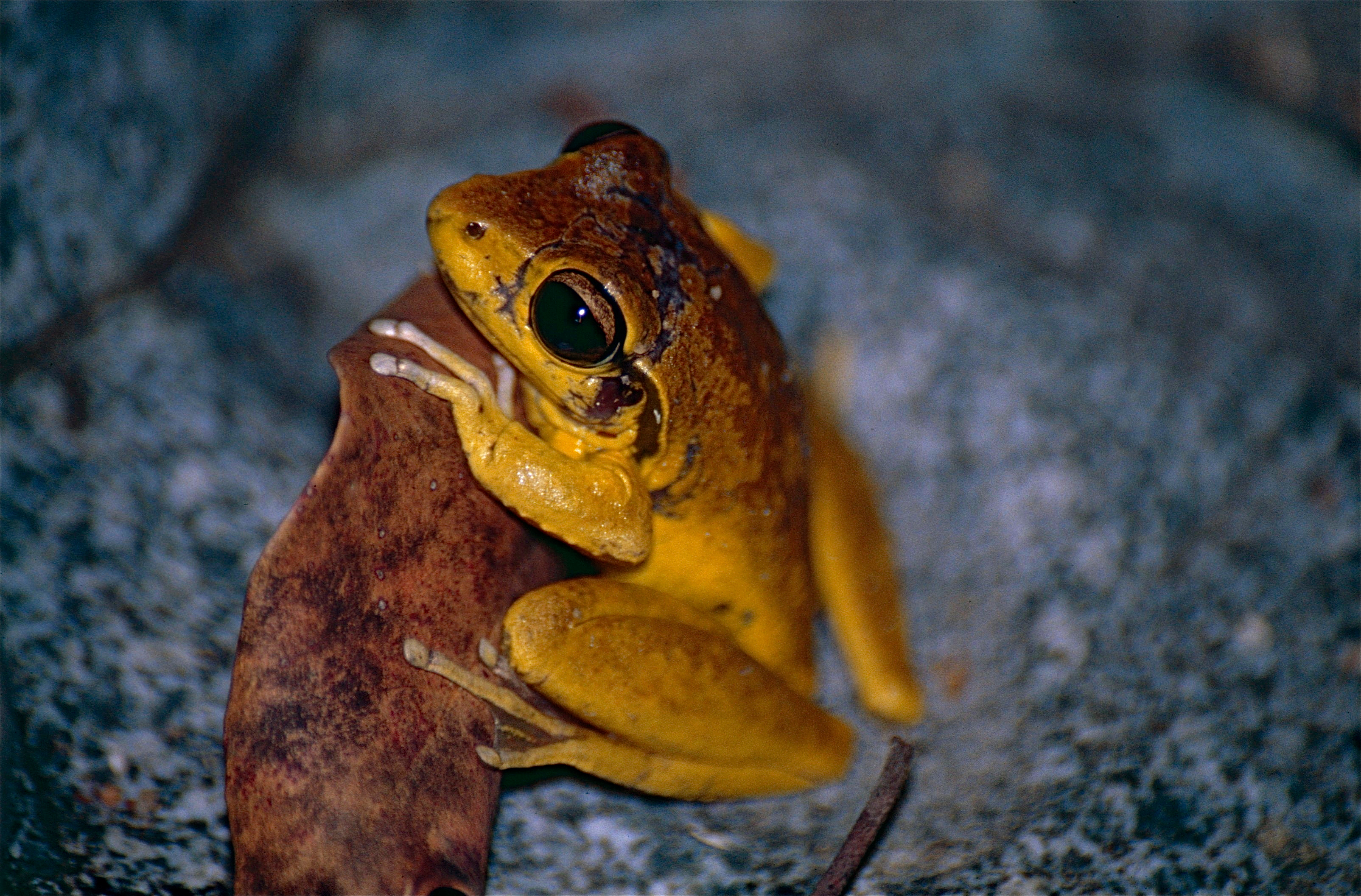
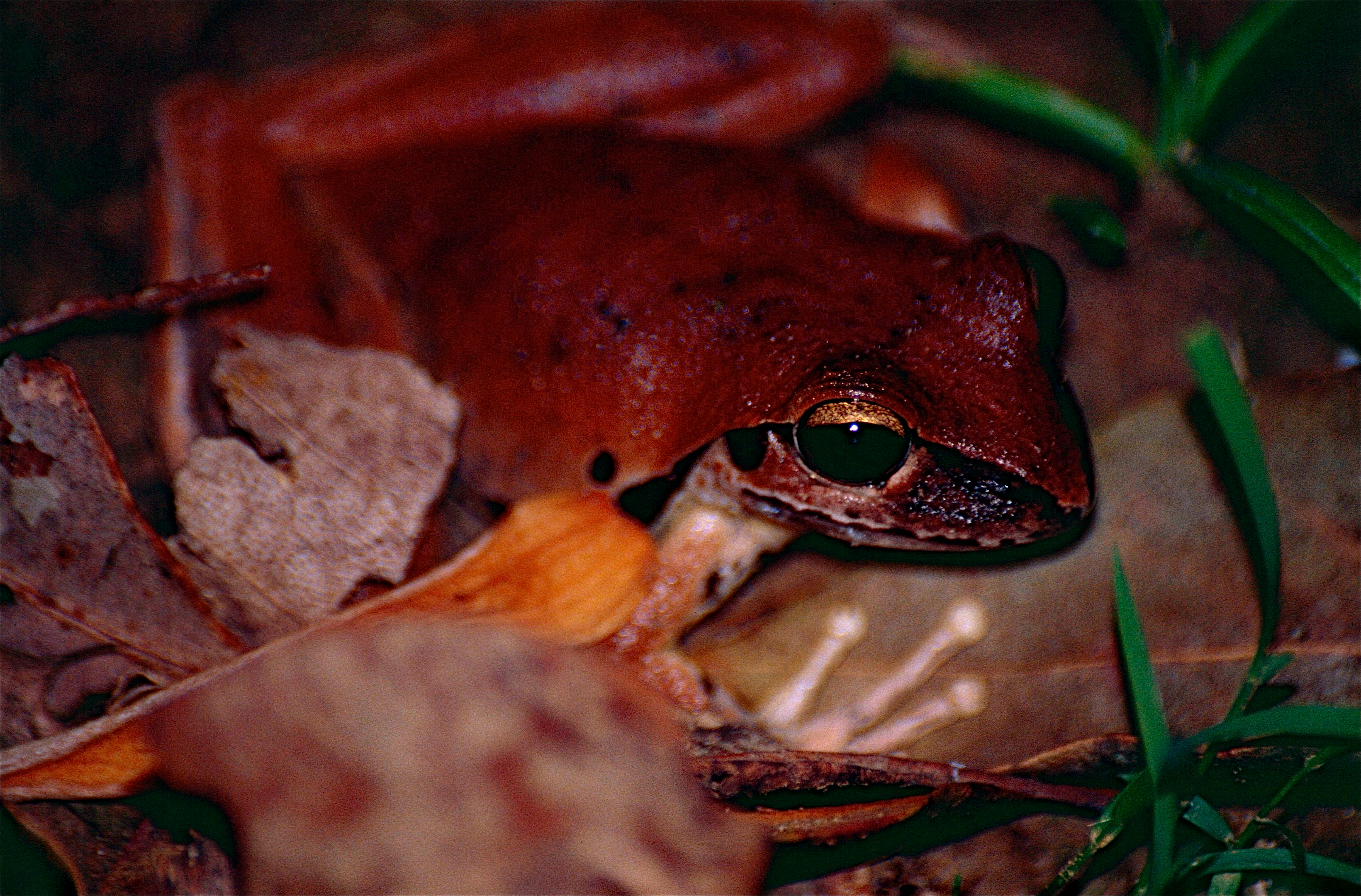
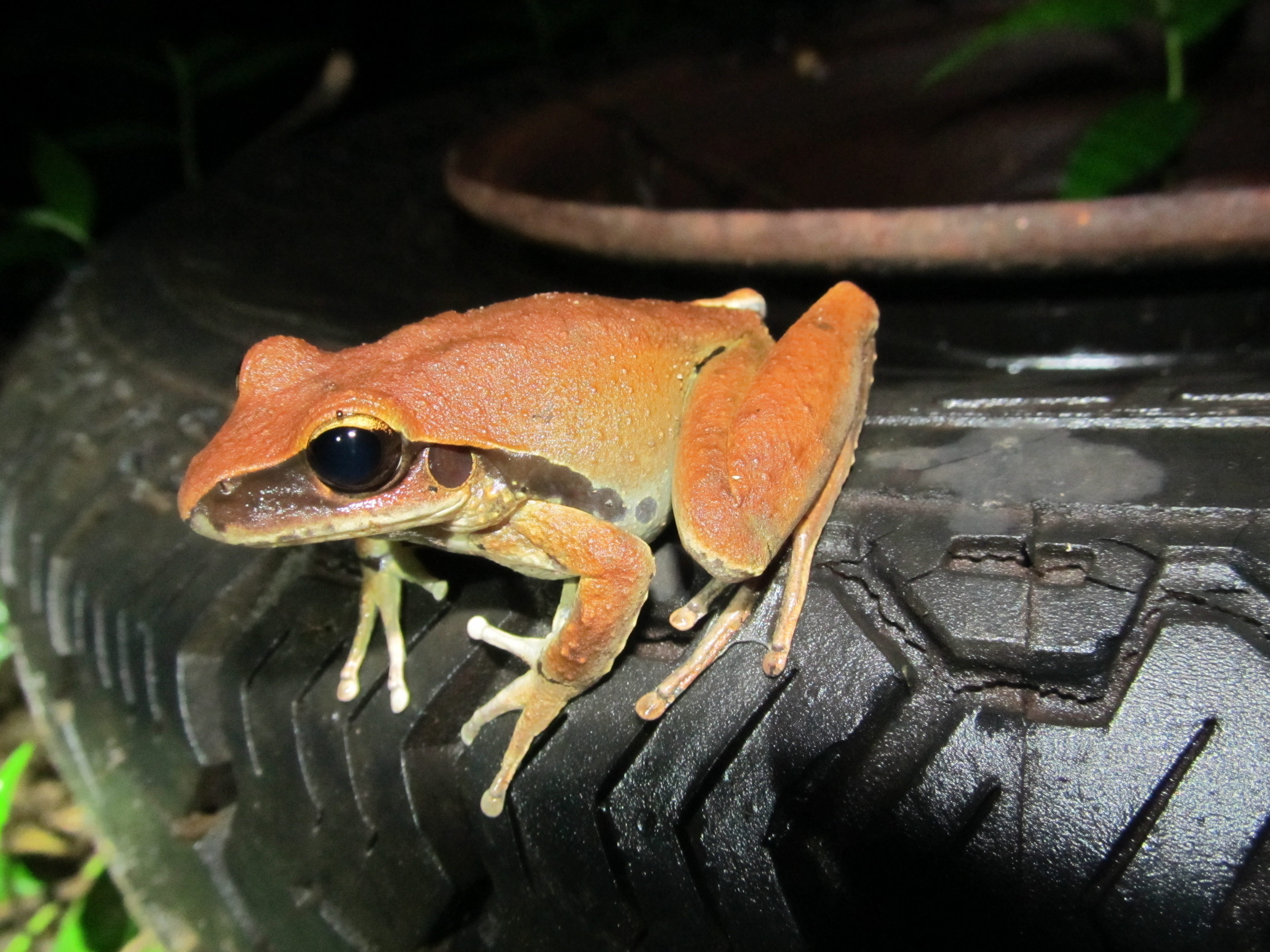